# Formiguer del Roraima
El formiguer del Roraima (Myrmelastes saturatus) és una espècie d'ocell de la família dels tamnofílids (Thamnophilidae).
Habita els boscos de les terres baixes fins als 1000 m, a l'extrem sud-est de Colòmbia, sud de Veneçuela, Guaiana, nord-est del Perú i Brasil amazònic.